# Alexandru cel Bun

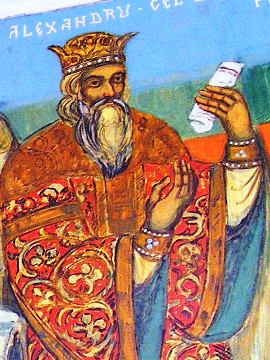
Alexandru cel Bun, Fresko im Kloster Neamț

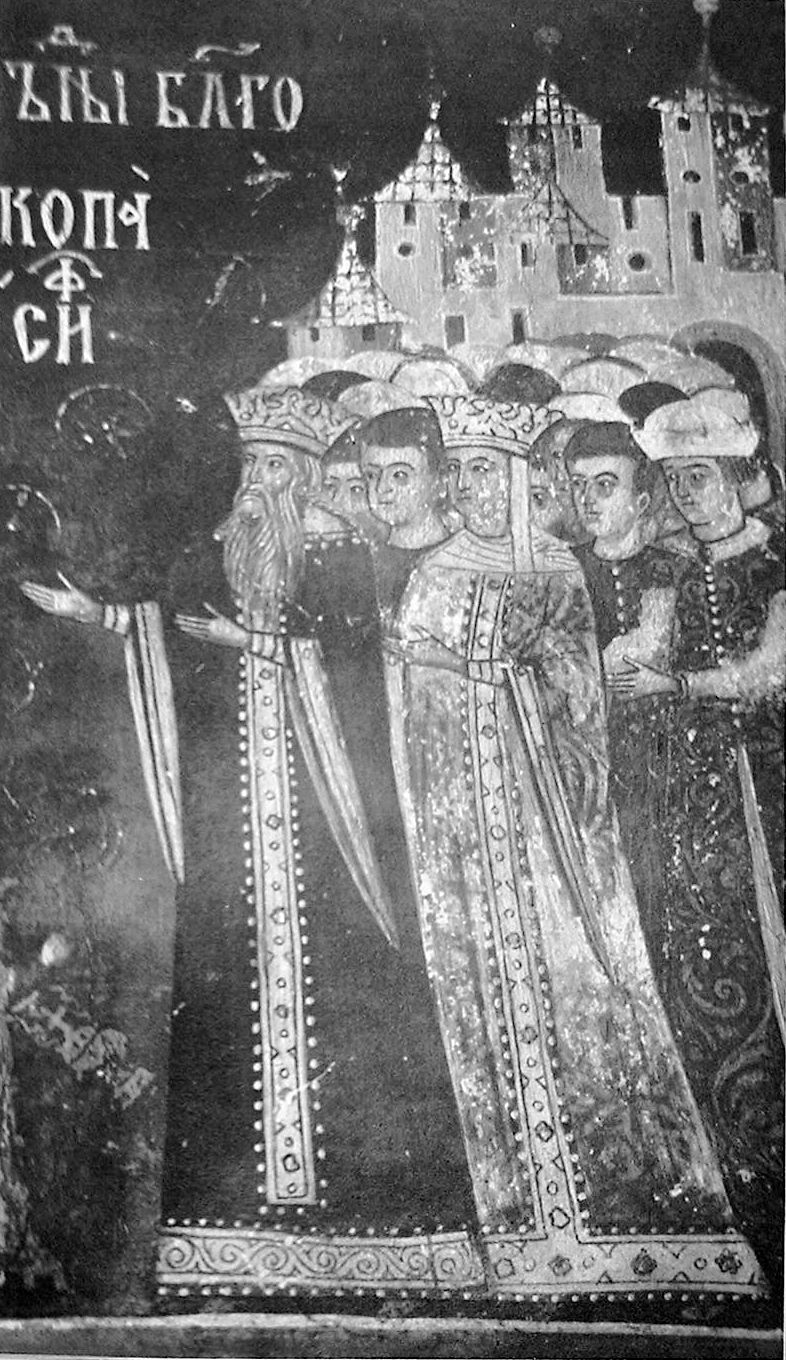
Alexandru cel Bun mit seiner Frau Ana, Fresko im Kloster Sucevița

Alexandru cel Bun (deutsch: Alexander der Gute; † 3. Januar 1432) regierte von 1400 bis 1432 das Fürstentum Moldau.

## Leben
Alexandru cel Bun war der älteste Sohn des Woiwoden Roman I. Muşat. Am 23. April 1400 wurde er Herrscher des Fürstentums Moldau. Sein Vorgänger Iuga (1399–1400) war von dem Woiwoden der Walachei, Mircea cel Bătrân, vertrieben worden. Zunächst regierte Alexandru cel Bun gemeinsam mit seinem Bruder Bogdan, bis er 1407 alleiniger Herrscher wurde.
Alexandru cel Bun bemühte sich nach seiner Thronbesteigung um einen möglichst engen Anschluss an das Königreich Polen, was bereits seit 1387 ein wichtiges Ziel der Außenpolitik des Fürstentums Moldau gewesen war. Hauptgrund dafür war der Wunsch, den Expansionsbestrebungen Ungarns unter König Sigismund im Donaudelta entgegenzuwirken. Die Annäherung an Polen erwirkte Alexandru cel Bun unter anderem durch persönliche Bande, so heiratete er nach dem Tod seiner Frau Ana (1418) Rymgajla, eine Cousine des polnischen Königs Władysław II. Jagiełło. Auch ehelichte Iliaş, der Sohn von Alexandru cel Bun, Marinca, die Schwägerin Jagiełłos. Beginnend mit dem 2. März 1402 leistete Alexandru cel Bun mehrfach den Lehnseid gegenüber Władysław II. (1404, 1407, 1411). Er unterstützte ihn durch das Versenden von Truppen im Krieg gegen den Deutschen Orden, zuerst bei der Schlacht bei Tannenberg (1410) und später bei der Belagerung der Marienburg (1422).
Am 15. März 1412 schlossen Sigismund und Jagiełło einen Vertrag, der unter anderem das Fürstentum Moldau in ein Bündnis gegen die Osmanen und in die Unterstützung von Byzanz einbezog. Damit konnte Alexandru cel Bun die Beziehungen zum byzantinischen Hof stärken. 1415 nahm eine Moldauer Vertretung am Konzil von Konstanz teil, das eine Beendigung des Abendländischen Schismas zum Ziel hatte. 1420 kam es zu einem großen Angriff der Osmanen auf Moldau, der abgewehrt werden konnte.
Zum Ende seiner Herrschaft kühlte sich die Beziehung zu Polen ab, bis Alexandru cel Bun die Verbindung endgültig aufgab und sich auf die Seite der Gegner Polens stellte, welche die Unabhängigkeit Litauens anstreben. So nahmen Moldauer Truppen an dem bewaffneten Konflikt gegen Polen in Kamjanez-Podilskyj und Halytsch (1431) teil.
Alexandru cel Bun verstarb im Januar 1432. Sein Sohn Iliaș I. folgte ihm als Herrscher im Fürstentum Moldau.

## Bedeutung
Die Herrschaft von Alexandru cel Bun verbesserte die Situation im Fürstentum Moldau. Die Wirtschaft entwickelte sich positiv nach einer von ihm vorgenommenen Verwaltungsreform. Er erreichte eine Festigung der innen- und außenpolitischen Verhältnisse, unter anderem durch die zwischenzeitlich verbesserten Beziehungen zu Polen und Byzanz. Das Verhältnis zum Patriarchen von Konstantinopel entspannte sich unter seinen Einfluss. Den aus Ungarn und Polen geflohenen Hussiten gewährte er Schutz. Die südlichen Grenzen des Fürstentums Moldau reichten in seiner Regierungszeit bis zur Küste des Schwarzen Meeres und zum Dnister.
Alexandru cel Bun förderte die Künste und – beeinflusst durch seine beiden katholischen Frauen – die katholische Kirche. Neue Bistümer (Roman, Rădăuți, Suceava) und Klöster (Bistrița und Moldovița, Ende des 15. Jh. zerstört) wurden von ihm begründet. Er kaufte zahlreiche Reliquien auf. So brachte er die Überreste des Heiligen Johannes des Neuen (Ioan cel Nou) nach Suceava und ließ den Mönch Gregorios Tzamblak eine Vita über den Heiligen in slawonischer Sprache schreiben. Von dem moldawischen Kalligraphen Gavriil, einem Mönch des Klosters Neamț, ließ er sich Kopien der Homilien des Gregor von Nazianz anfertigen.
Das Schiff Alexandru cel Bun trug seinen Namen.

## Familie
Er hatte vier rechtmäßige Ehefrauen: Margareta Loszonc, Ana Neacșa, Rymgajla (Schwester von Vytautas; die Ehe wurde 1421 geschieden) sowie Mariana, und mindestens drei Konkubinen. Er hatte 17 Töchter und 24 Söhne, 6 davon regierten später im Fürstentum Moldau. Er war der Schwiegervater von Vlad II. Dracul.